# マーティン・クルーズ
マーティン・クルーズ（Martin Crewes、1968年 - ）は、イギリス出身の俳優である。主にミュージカルやテレビで活動している。身長173センチメートル。

## 来歴
イギリス・ロンドンで生まれる。10歳の時に家族と共にオーストラリアに移住。ウエスト・オーストラリアン・アカデミー・オブ・パフォーミング・アーツで学ぶ（同アカデミーの同級生には、ヒュー・ジャックマンやフランセス・オコナーがいた）。
1990年にミュージカル『Barnum』に出演。他にも『ロミオとジュリエット』、『ウエストサイド物語』、『アスペクツ・オブ・ラブ』、『オズの魔法使い』といった様々なミュージカルに出演。公演でタイ、シンガポール、韓国などアジアの国々も訪れている。
2002年に『バイオハザード』で映画デビューを果たす。その他にもイギリスのテレビシリーズなどに出演している。

## 主な出演作品
- バイオハザード Resident Evil (2002)
- DOA/デッド・オア・アライブ DOA: Dead or Alive (2006)
- バイオハザードV リトリビューション Resident Evil: Retribution (2012) ※アーカイブ映像
- パトリック 戦慄病棟 Patrick (2013)
- ノーツ Notes (2014)